# 国立病院機構近畿中央呼吸器センター
独立行政法人国立病院機構近畿中央呼吸器センター（どくりつぎょうせいほうじんこくりつびょういんきこうきんきちゅうおうきょうこきゅうきセンター）は、独立行政法人国立病院機構が大阪府堺市北区に設置する病院。国立病院機構の政策医療における呼吸器疾患（結核含む）分野の高度専門医療施設（総本山）である。

## 沿革
（特記を除く出典）
旧国立療養所大阪厚生園
- 1944年1月1日 生命保険厚生会[注釈 1]が泉南郡信達町（現・泉南市）に大阪厚生園[2]を開設。
- 1945年12月1日 日本医療団に移管。
- 1947年4月1日 厚生省に移管、国立療養所大阪厚生園となる。
- 1959年4月15日 堺市（現在地）へ移転。

旧国立大阪療養所
- 1939年
  - 3月16日 傷兵保護院が泉南郡貝塚町（現・貝塚市）に傷痍軍人大阪療養所を開設。
  - 7月15日 傷兵保護院を軍事保護院に改編[3]。
- 1945年12月1日 軍事保護院を廃止し[4]、国立大阪療養所となる。

旧国立療養所近畿中央病院
- 1964年4月1日 国立療養所大阪厚生園と国立大阪療養所を統合し、国立療養所近畿中央病院が発足。前者を本院、後者を貝塚分院とする。
- 1970年12月1日 貝塚分院を廃止。
- 2004年4月1日 独立行政法人化により、国立病院機構近畿中央胸部疾患センターとなる。
- 2018年9月1日 国立病院機構近畿中央呼吸器センターに名称変更。

## 診療科目
- 内科
- 心療内科
- 精神科
- 呼吸器科
- 循環器科
- アレルギー科
- 外科、
- 整形外科
- 呼吸器外科
- 心臓血管外科
- 気管食道科
- リハビリテーション科
- 放射線科
- 歯科
- 麻酔科

## 医療機関の指定・認定
（下表の出典）
| 保険医療機関                                   | 労災保険指定病院                     |
| 生活保護法指定病院                             | 臨床研修病院                         |
| 指定自立支援病院（更生医療）                   | 結核指定病院                         |
| がん診療連携拠点病院等                         | エイズ治療拠点病院                   |
| 指定自立支援病院（育成医療）                   | 特定疾患治療研究事業委託医療機関     |
| 原子爆弾被害者一般疾病医療取扱病院             | 指定自立支援医療機関（精神通院医療） |
| 身体障害者福祉法指定医の配置されている医療機関 | 第二種感染症指定医療機関             |
| 公害医療機関                                   |                                      |

- 救急告示病院（二次救急）[6]
- このほか、各種法令による指定・認定病院であるとともに、各学会の認定施設でもある。

## 交通アクセス
- JR阪和線「堺市駅」より徒歩約15分[7]
- JR阪和線・南海高野線「三国ヶ丘駅」／Osaka Metro御堂筋線「新金岡駅」／南海本線「堺駅」より [7]
  - 南海バス「近畿中央胸部疾患センター前」停留所下車